# Kotka (1986)
Kotka (63) – fiński kuter rakietowy z lat 80. XX wieku, jedna z czterech jednostek typu Helsinki. Okręt został zwodowany w 1986 roku w stoczni Wärtsilä Hietalahti w Helsinkach, a do służby w Fińskiej Marynarce Wojennej wszedł 16 czerwca 1986 roku. Jednostkę wycofano ze składu floty w 2007 roku i została sprzedana Chorwacji, gdzie służy pod nazwą „Dubrovnik” (stan na 2020 rok).

## Projekt i budowa
Projekt jednostek typu Helsinki powstał w Finlandii w 2. połowie lat 70. w celu stworzenia nowoczesnych i silnie uzbrojonych okrętów patrolowych, o znacznie lepszych parametrach od eksploatowanych ówcześnie radzieckich kutrów rakietowych projektu 205. Konstruktorzy stoczni Wärtsilä i specjaliści z Marynarki wzięli też pod uwagę doświadczenia płynące z eksploatacji pierwszego rodzimego kutra rakietowego – „Isku”. Jednostka prototypowa – „Helsinki” przeszła wiele prób i doświadczeń, które doprowadziły do wprowadzenia ulepszeń do projektu jeszcze przed budową kolejnych okrętów tego typu. Zmiany konstrukcyjne objęły m.in. zastosowanie innych śrub napędowych, przesunięcie sterów, modyfikację głównego stanowiska dowodzenia (GSD) i instalacji elektrycznej oraz montaż stępek przechyłowych.
Kuter rakietowy „Kotka” został zamówiony w stoczni Wärtsilä Hietalahti w Helsinkach 13 stycznia 1983 roku, razem z dwoma kolejnymi jednostkami seryjnymi. Okręt został zwodowany i ukończony w 1986 roku.

## Dane taktyczno-techniczne
Okręt jest kutrem rakietowym o długości całkowitej 45 metrów, szerokości 8,9 metra i zanurzeniu 3 metry. Gładkopokładowy kadłub jednostki oraz nadbudówka zostały wykonane ze stopu aluminium. Wyporność standardowa wynosi 250 ton, a pełna 280 ton. Siłownię okrętu stanowią trzy silniki wysokoprężne MTU 16V538 TB92 o łącznej mocy 10 230 KM, napędzające poprzez wały napędowe trzy śruby. Maksymalna prędkość jednostki wynosi 30 węzłów.
Główne uzbrojenie okrętu stanowią cztery podwójne wyrzutnie przeciwokrętowych pocisków rakietowych RBS-15SF produkcji szwedzkiej, umieszczone w części rufowej. Pocisk rozwija prędkość 0,8 Ma, masa głowicy bojowej wynosi 150 kg, a maksymalny zasięg sięga 70 km. Na dziobie w wieży znajduje się pojedyncza armata uniwersalna Bofors kalibru 57 mm Mark 1 L/70. Masa naboju wynosi 2,4 kg, donośność sięga 17 000 metrów, a szybkostrzelność teoretyczna 200 strz./min. W tylnej części nadbudówki znajdują się dwie podstawy, na których są zainstalowane podwójne stanowiska działek plot. Sako kal. 23 mm L/87 (licencyjna radziecka ZU-23-2).
Broń przeciwpodwodną stanowią dwie rufowe zrzutnie bomb głębinowych.
Wyposażenie radioelektroniczne obejmuje m.in. radar nawigacyjny Raytheon ARPA, radar wykrywania celów 9GA 208, radar kontroli ognia 9LV 225, optoelektroniczny system kierowania ogniem Saab EOS 400 i sonar Simrad Marine SS 304. Na pokładzie umieszczono też wyrzutnię pocisków zakłóceń pasywnych Philips Philax, a po obu stronach wieży Boforsa zainstalowano dwie trójprowadnicowe wyrzutnie pocisków oświetlających kal. 103 mm.
Załoga okrętu składa się z 30 oficerów, podoficerów i marynarzy.

## Służba

### Merivoimat

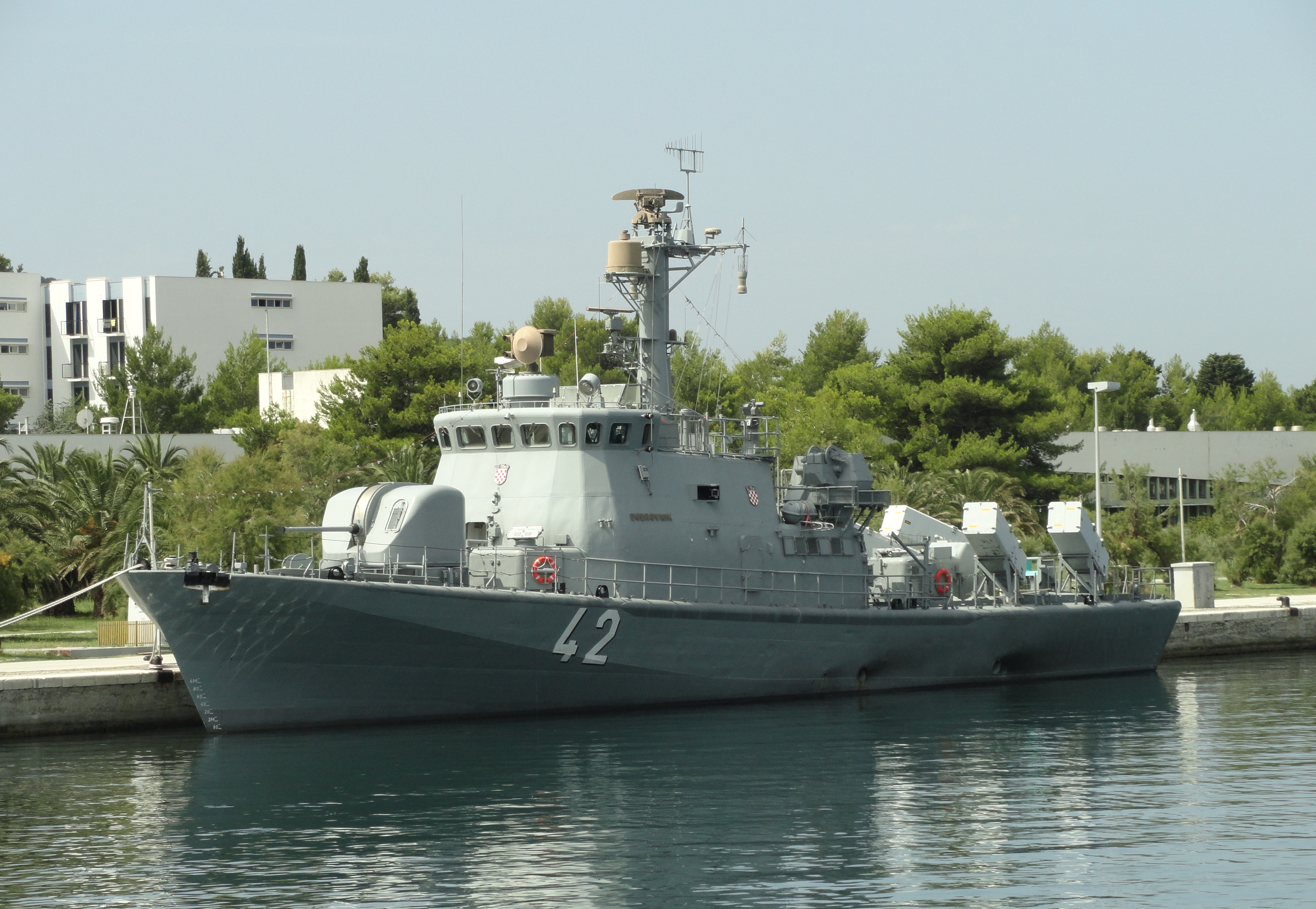
„Dubrovnik” (RTOP-42) w 2011 r.

„Kotka” została wcielona do służby w Fińskiej Marynarce Wojennej w dniu 16 czerwca 1986 roku. Kuter otrzymał numer burtowy 63. W latach 90. na okręcie zainstalowano konsole w bojowym centrum informacyjnym (BCI), przygotowano miejsce na rufie do instalacji dodatkowego holowanego sonaru Finnyards Sonac/PTA (zamiast jednej z wyrzutni rakiet RBS-15) i zamontowano ulepszone działka plot. Sako kal. 23 mm. Na początku XXI wieku dostosowano podstawy działek plot. Sako do zamiennej instalacji wyrzutni rakiet plot. Mistral (podobnie jak na nowszych okrętach typu Rauma).
Wraz z bliźniaczymi kutrami „Kotka” wchodziła w skład 6. Dywizjonu Ścigaczy (6. Ohjuslaivueeseen), bazując w Pansio (Turku). Okręt wycofano ze służby w 2007 roku.

### Hrvatska ratna mornarica
W czerwcu 2008 roku firma Patria uzyskała zgodę rządu na sprzedaż „Kotki” (razem z wycofanym w 2007 roku kutrem „Oulu”) do Chorwacji. Kontrakt podpisano 16 lipca w Zagrzebiu, a 13 października w Turku odbyła się uroczystość przekazania okrętów. 16 października obie jednostki trafiły na pokład statku do przewozu ładunków wielkogabarytowych „Grietje” i zostały przewiezione do Szybeniku, gdzie poddano je remontowi stoczniowemu. Łączny koszt pozyskania, transportu i remontu dwóch kutrów wyniósł ok. 10 mln euro. 26 stycznia 2009 roku w bazie morskiej Lora koło Splitu odbyła się uroczystość wcielenia kutra w skład Chorwackiej Marynarki Wojennej pod nazwą „Dubrovnik” (RTOP-42).
Okręt nadal służy w chorwackiej flocie (stan na 2020 rok) .